# Бабанівка
Бабані́вка — село в Україні, у Приазовській селищній громаді Мелітопольського району Запорізької області. До 2020 року орган місцевого самоврядування — Ботіївська сільська громада. Населення становить 42 осіб.

## Географія
Село Бабанівка розташоване на правому березі річки Корсак, яка через 10 км впадає в Азовське море, вище за течією на відстані 1,5 км розташоване село Володимирівка, нижче за течією за 1 км розташоване село Ботієве. Неподалік пролягає автошлях міжнародного значення М14E58.

## Населення

### Мова
Розподіл населення за рідною мовою за даними перепису 2001 року:
| Мова       | Кількість | Відсоток |
| ---------- | --------- | -------- |
| російська  | 31        | 73.81%   |
| українська | 10        | 23.81%   |
| болгарська | 1         | 2.38%    |
| Усього     | 42        | 100%     |

## Історія
Село засноване 1931 року.
30 червня 2016 року Ботіївська сільська рада об'єднана з Ботіївською сільською громадою.
12 червня 2020 року, відповідно до розпорядження Кабінету Міністрів України № 713-р «Про визначення адміністративних центрів та затвердження територій територіальних громад Запорізької області», Ботіївська сільська громада об'єднана з Приазовською селищною громадою.
17 липня 2020 року, в результаті адміністративно-територіальної реформи та ліквідації Приазовського району, село увійшло до складу Мелітопольського району.